# 高岭子站
高岭子站，位于黑龙江省哈尔滨市尚志市高岭子村，是滨绥铁路沿线车站。距哈尔滨站248公里，绥芬河站300公里。建于1900年。现为四等站。